# Templo de Apolo (Despotikó)
El Templo de Apolo era un antiguo templo griego dedicado al dios Apolo en la isla de Despotikó (antigua Prepesintos), en Grecia. Estaba acompañado de una zona de santuario con otros numerosos edificios. Su yacimiento arqueológico se encuentra en Mándra, en la costa noreste de la isla.

## Historia
El santuario de Apolo se remonta al período geométrico en el 800 a. C., y floreció en el período arcaico a finales del 500 a. C. y principios del 400 a. C. En el santuario se veneraba a Apolo, y probablemente también a su hermana Artemisa, al igual que en las Cícladas en el lugar de culto más famoso de estos dioses Delos. Sus nombres aparecen en fragmentos de cerámica encontrados en el lugar. Los hallazgos sugieren que el lugar fue un importante cruce de caminos y punto de tránsito de las rutas marítimas en la antigüedad. Se ha sugerido que Paros construyó el santuario durante la lucha por el control de las Cícladas con Naxos, y que sirvió como rival de Delos. Por otra parte, puede tratarse de una especie de «santuario satélite» de Delos, del que había otros en las Cícladas, entre ellos Delion, el santuario de los dioses de Delos en Paros.

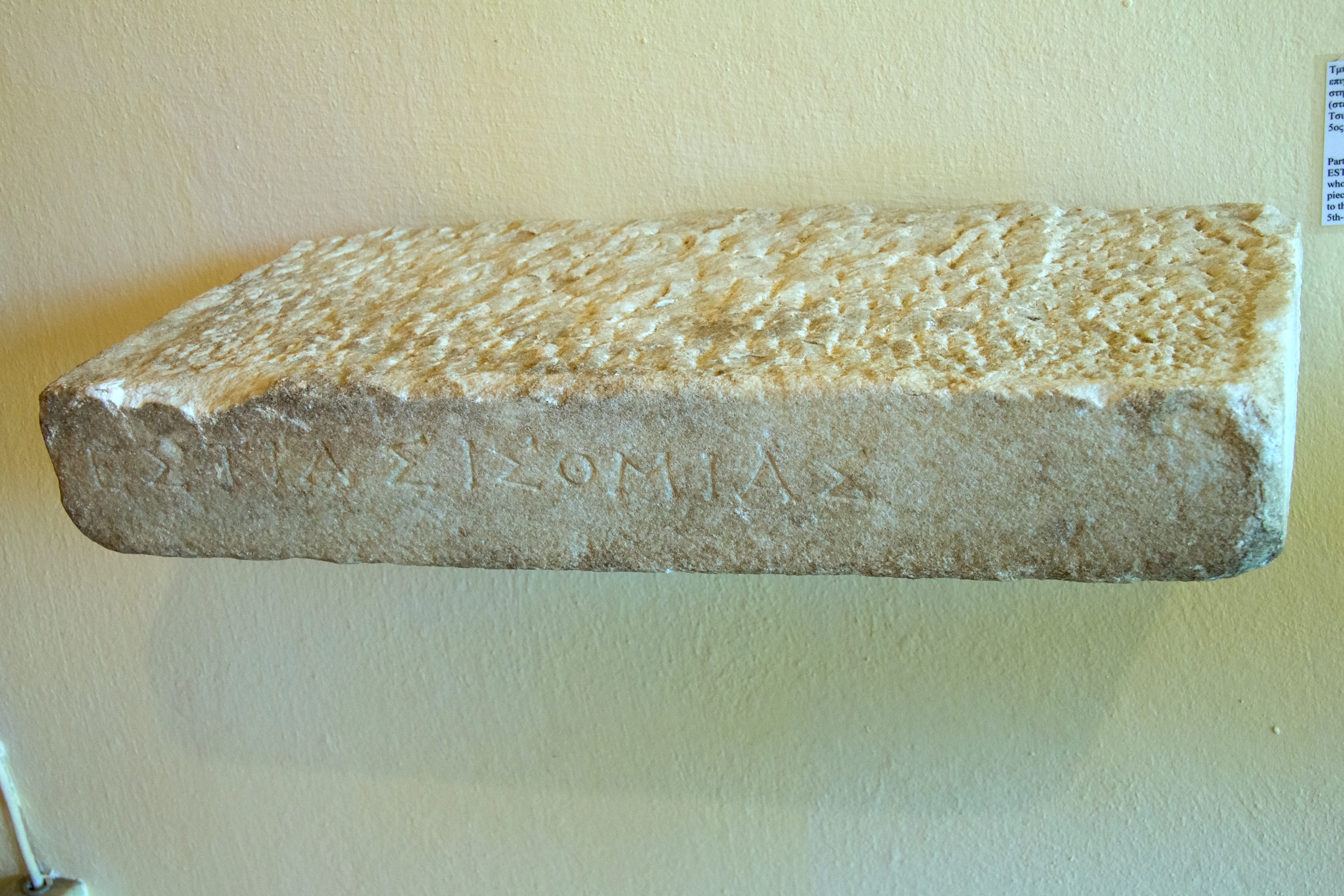
Parte del altar de mármol de Hestia Ístmica. Museo Arqueológico de Paros.

El santuario fue destruido en el período helenístico o a principios de la período romano en los años 100 a. C. Una sugerencia es que fue destruido por la Atenienses porque competía con Delos. Se ha sugerido a los piratas como otra causa.

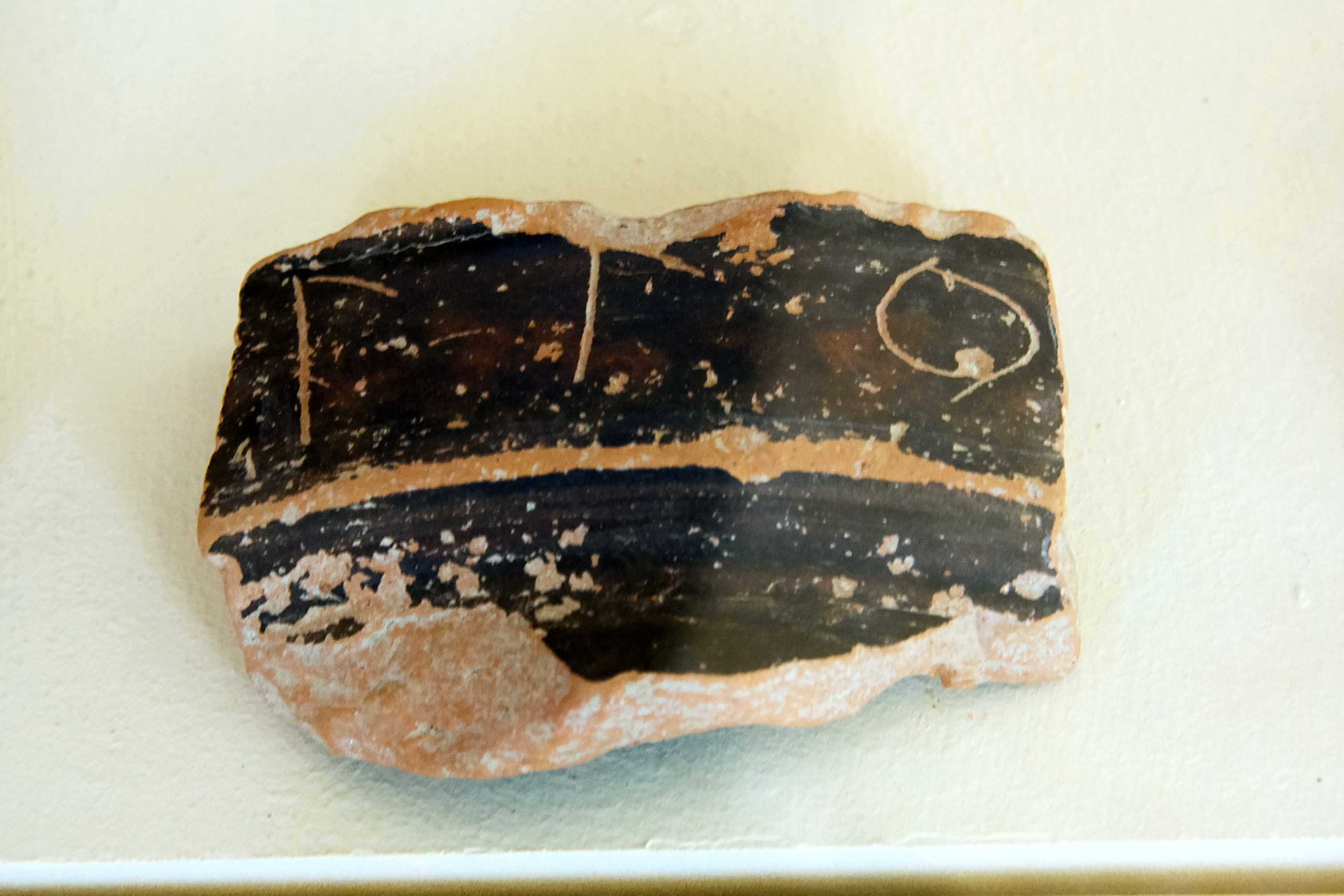
Fragmento con inscripción (¿nombre de Apolo?) de cerámica procedente del santuario. Museo Arqueológico de Paros.

No se conserva ninguna mención del templo en las fuentes literarias antiguas. La |excavación arqueológica del yacimiento comenzó en 1959 bajo la dirección de Níkos Zafeirópoulos. En esa época se descubrieron las primeras partes del templo. Comenzaron de nuevo en 1997 bajo la dirección de Giánnos Kourágios. Las excavaciones de 2017-2018 atrajeron la atención del público hacia el yacimiento. Para entonces, se había excavado una superficie de unos 200 m2.

## Edificios y hallazgos
El santuario estaba situado en el extremo noreste de la actual isla de Despotikó, en el punto donde la distancia a la isla adyacente Antíparos es más corta. Antiguamente, las islas estaban unidas por un istmo en este punto. También se han encontrado edificios relacionados con el santuario en la pequeña isla de Tsimintíri, entre Despotikó y Antíparos. En total, se han encontrado restos de al menos 20 edificios diferentes. Los principales edificios datan del período arcaico. También hay edificios del periodo período clásico y del período helenístico.
En el extremo norte del santuario se encontraba el templo de Apolo, construido hacia el 550 a. C. y que era de estilo dórico. Era de mármol de Paros y tenía dos salas, una supuestamente dedicada a Apolo y la otra a Artemisa. Delante del templo había un altar semicircular. Al sureste del templo había una estoa dórica, que servía de comedor para las comidas ceremoniales. Se ha conservado una sección de su muro de unos 35 m, en el mejor de los casos de 1,7 m de altura.
Otros edificios son el conocido como Complejo oriental y el altar de Hestia Ístmica. En la actualidad, los edificios del santuario han sido restaurados y se han reconstruido varias de sus columnas. El santuario tenía su propio puerto.
Los hallazgos del yacimiento incluyen partes de kuros de mármol y otras esculturas, cerámica protocorintia y cerámica corintia, aríbalos; ánforas, pithoi y otras cerámicas; estatuillas o figurillas; lámparas, botellas y anillos de sello; joyas y otros objetos de oro y plata; y objetos de metal como armas, herramientas y utensilios domésticos. Los hallazgos se exponen en el Museo Arqueológico de Paros.